# 田村陽子
田村 陽子（たむら ようこ、1974年12月24日 - ）は、フリーアナウンサー。元秋田朝日放送アナウンサー。フリー転向後はホリプロ スポーツ文化事業部アナウンス室に所属した。本名は同じ（旧姓：石井）。身長158cm。

## 略歴
- 東京都国立市で生まれる。その後、父親の仕事の関係で川崎市、名古屋市、横浜市などで育つ。そのため、「東日本を股にかける女」の異名を持つ。
- 名古屋市立陽明小学校在学中にソフトボール部に入部し、投手を務めた。川崎市立有馬中学校に入学後、バスケットボール部に入部した。同中学校では沖縄テレビアナウンサーの古川貴裕と同じクラスだった。
- 恵泉女学園高等学校を卒業した。元山口放送アナウンサーの村瀬ひとみは同校の同級生だった。
- 1997年4月、秋田朝日放送に入社した。
  - 夫とは違い、秋田のアナウンス業界ではかなりの酒好きとしても知られているという。
- 2003年2月、フリーアナウンサーに転向し、ホリプロに所属する。
- 2006年4月から2007年3月までは茨城放送の番組出演のため、秋田を住まいに持ちつつ茨城でウィークリーマンションを借りての二重生活を行っていた。
- 2015年4月までにホリプロを退所した。

## 出演
太字は出演中

### 秋田朝日放送時代の担当番組
- 八波一起のTVイーハトーブ（東日本放送製作）秋田担当リポーター
- スーパーJチャンネルあきた
- 定時ニュース
- 秋田朝日放送開局10周年特番 - メインキャスター・稲作体験レポーター
- 美酒倶楽部 MC

### フリー転向後
- まる得マガジン～フラワーアレンジメント～（NHK教育）
- はぴひる!（TBSテレビ） - 「お家査定」リポーター（不定期）
- グッドモーニングジャパン（2006年3月、TBSラジオ）リポーター
- ワイドゆう（ABSテレビ） - リポーター（不定期）
- 阿部重典のアットマーク（2006年4月6日 - 2007年3月30日、茨城放送）木・金曜アシスタント
- ゆうドキっ!（ABSテレビ） - 月曜レギュラー・コーナーリポーター
- あさ採りワイド秋田便（ABSラジオ）月曜・金曜担当
- ごくじょうラジオ（ABSラジオ）月曜担当→水曜担当

#### テレビCM
- 永谷園
  - 梅干茶漬け - ナレーション
  - お茶漬け『ワンダフルキャンペーン』 - ナレーション
  - 炒飯の素 - 出演及びナレーション

## その他
- 出演ではないが、秋田朝日放送の天気予報（自動編集・合成音声）には、彼女の声が使われていた。